# Haters
Haters – drugi singiel amerykańskiego rapera Tonego Yayo promujący drugi studyjny album, The Yayo Rampage. Gościnnie występują 50 Cent, Shawty Lo i Roscoe Dash. Został wydany jako digital download dnia 24 marca, 2011 roku.